# Trichomachimus
Trichomachimus är ett släkte av tvåvingar. Trichomachimus ingår i familjen rovflugor.

## Dottertaxa tillTrichomachimus, i alfabetisk ordning[1]
- Trichomachimus angustus
- Trichomachimus appendiculatus
- Trichomachimus arnaudi
- Trichomachimus baratovi
- Trichomachimus basalis
- Trichomachimus conjugus
- Trichomachimus curtusus
- Trichomachimus dontus
- Trichomachimus elongatus
- Trichomachimus excelsus
- Trichomachimus grandis
- Trichomachimus himachali
- Trichomachimus hirsutus
- Trichomachimus inundatus
- Trichomachimus kashmirensis
- Trichomachimus klapperichi
- Trichomachimus lobus
- Trichomachimus maculatus
- Trichomachimus marginis
- Trichomachimus nigricornis
- Trichomachimus nigritarsus
- Trichomachimus nigrus
- Trichomachimus obliquus
- Trichomachimus oldroydi
- Trichomachimus omani
- Trichomachimus opulentus
- Trichomachimus orientalis
- Trichomachimus paludicola
- Trichomachimus pubescens
- Trichomachimus quinlani
- Trichomachimus rubisetosus
- Trichomachimus rufus
- Trichomachimus scutellaris
- Trichomachimus sonorus
- Trichomachimus tenuis
- Trichomachimus tubus